# Franz Karl Rennen
Franz Karl Rennen (* 25. Februar 1818 in Obercassel bei Bonn; † 10. Januar 1897 in Köln) war ein preußischer Beamter, Landrat und Eisenbahndirektor.

Franz Karl Rennen

## Leben
Nach Abschluss des Studiums der Rechtswissenschaften war der Sohn des Königlichen Notars Rennen sieben Jahre als Referendar und Landgerichts-Assessor beim Königlichen Amtsgericht Köln tätig. Im Februar 1848 wurde er Justitiar bei dem Eisenbahnkomitee zum Bau der Saarbrücker Bahn. Im Mai 1848 wurde er kommissarischer Landrat in Saarbrücken, am 3. Dezember 1850 wurde er zum Königlichen Landrat zu Saarbrücken berufen. Ab 1856 war Rennen Spezialdirektor der Rheinischen Eisenbahngesellschaft in Köln. Nach dem Übergang der Rheinischen Eisenbahngesellschaft in die Staatsverwaltung wurde Rennen am 1. April 1880 Präsident der Königlichen Eisenbahndirektion zu Cöln linksrheinisch.
Zum 1. April 1895 schied Rennen; zu diesem Zeitpunkt kam es zur umfassenden Neuordnung der preußischen Eisenbahnverwaltung; aus dem Dienst und starb am 10. Januar 1897 in Köln.